# Isabelle Patissier
Isabelle Patissier (Sainte-Foy-lès-Lyon, 1 de marzo de 1967) es una deportista francesa que compitió en escalada, especialista en la prueba de dificultad.

## Carrera deportiva
Ganó dos medallas en el Campeonato Mundial de Escalada, plata en 1991 y bronce en 1993, y una medalla de plata en el Campeonato Europeo de Escalada de 1992.
Tras retirarse de la escalada se convirtió en piloto de rallies, participando regularmente en el Rally Dakar con Thierry Delli-Zotti de copiloto en el equipo Team Dessoude, logrando su mejor posición en el Rally Dakar de 2011 con la decimosexta posición.

## Palmarés internacional
| Campeonato Mundial | Campeonato Mundial   | Campeonato Mundial | Campeonato Mundial |
| Año                | Lugar                | Medalla            | Prueba             |
| ------------------ | -------------------- | ------------------ | ------------------ |
| 1991               | Fráncfort (Alemania) | Medalla de plata   | Dificultad         |
| 1993               | Innsbruck (Austria)  | Medalla de bronce  | Dificultad         |
| Campeonato Europeo |                      |                    |                    |
| Año                | Lugar                | Medalla            | Prueba             |
| 1992               | Fráncfort (Alemania) | Medalla de plata   | Dificultad         |

## Resultados

### Rally Dakar
| Año                           | Categoría                   | Copiloto                    | Vehículo                    | Posición                    | Etapas                      |
| Participaciones como piloto   | Participaciones como piloto | Participaciones como piloto | Participaciones como piloto | Participaciones como piloto | Participaciones como piloto |
| ----------------------------- | --------------------------- | --------------------------- | --------------------------- | --------------------------- | --------------------------- |
| 2003                          | Coches                      | Steve Ravussin              | Volkswagen                  | Ret.                        | -                           |
| 2004                          | Coches                      | Bernard Irissou             | Nissan                      | 24.º                        | -                           |
| 2005                          | Coches                      | Bernard Irissou             | Nissan                      | Ret.                        | -                           |
| 2006                          | Coches                      | Thierry Delli-Zotti         | Mitsubishi                  | 39.º                        | -                           |
| 2007                          | Coches                      | Thierry Delli-Zotti         | Buggy                       | 36.º                        | -                           |
| 2009                          | Coches                      | Thierry Delli-Zotti         | Buggy                       | 17.º                        | -                           |
| 2010                          | Coches                      | Thierry Delli-Zotti         | Dessoude                    | Ret.                        | -                           |
| 2011                          | Coches                      | Thierry Delli-Zotti         | Nissan                      | 16.º                        | -                           |
| 2012                          | Coches                      | Thierry Delli-Zotti         | Buggy                       | 28.º                        | -                           |
| 2014                          | Coches                      | Thierry Delli-Zotti         | Buggy                       | 26.º                        | -                           |
| Participaciones como copiloto |                             |                             |                             |                             |                             |
| 2002                          | Coches                      | Yves Fromont                | Toyota                      | Ret.                        | -                           |
| Fuente:                       |                             |                             |                             |                             |                             |